# Beli tun
Beli tun (znanstveno ime Thunnus alalunga) je vrsta tun iz družine Scombridae.

## Opis
Beli tun je riba odprtega morja, ki jo je moč najti v vseh oceanih ter v Sredozemlju. V dolžino doseže do 140 cm in lahko tehta do 45 kg.
Prsne plavuti so pri tej vrsti izjemno dolge, in lahko dosežejo do 50% skupne dolžine ribe. Riba ima pred osrednjo hrbtno plavutjo od  8 do 10 žarkov, ki so med seboj povezani s tkivom. Prednje bodice so precej daljše od zadnjih.